# 브라이언 도저
제임스 브라이언 도저(영어: James Brian Dozier, 1987년 5월 15일 ~ )는 미국의 전 야구 선수이다. 2012년에 메이저 리그에 데뷔했다.